# Scripps Institution of Oceanography

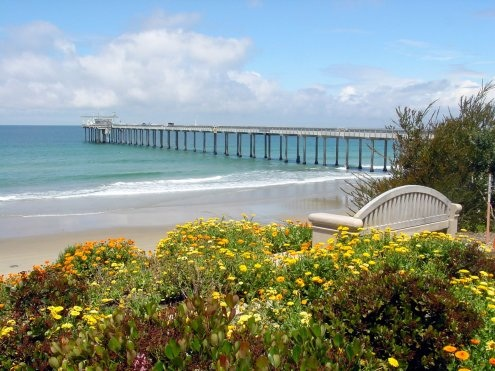
Piren vid Scripps Institution of Oceanography

Scripps Institution of Oceanography (Scripps) i La Jolla i San Diego, Kalifornien, USA är ett av världens äldsta och största havsforskningcentra. Det ingår som en  del av University of California, San Diego. Scripps grundades 1903 av William Emerson Ritter. 
Forskningsprogrammet inkluderar biologiska, fysiska, kemiska och biologiska studier av hav och jord. Scripps har ungefär 1 300 anställda och fyra havsgående fartyg och en flytande instrumentplattform betecknad FLIP. Här finns också ett stort akvarium med mer än 60 behållare med olika fiskar och invertebrater.
En svensk som var verksam där var Gustaf Arrhenius.